# گل‌لوتپه
گل‌لوتپه (به ترکی آذربایجانی: Güllütəpə) یک منطقه مسکونی در جمهوری آذربایجان است که در شهرستان ماساللی واقع شده‌است. گل‌لوتپه ۲۳۸۳ نفر جمعیت دارد.